# Górki Wielkie (gmina)

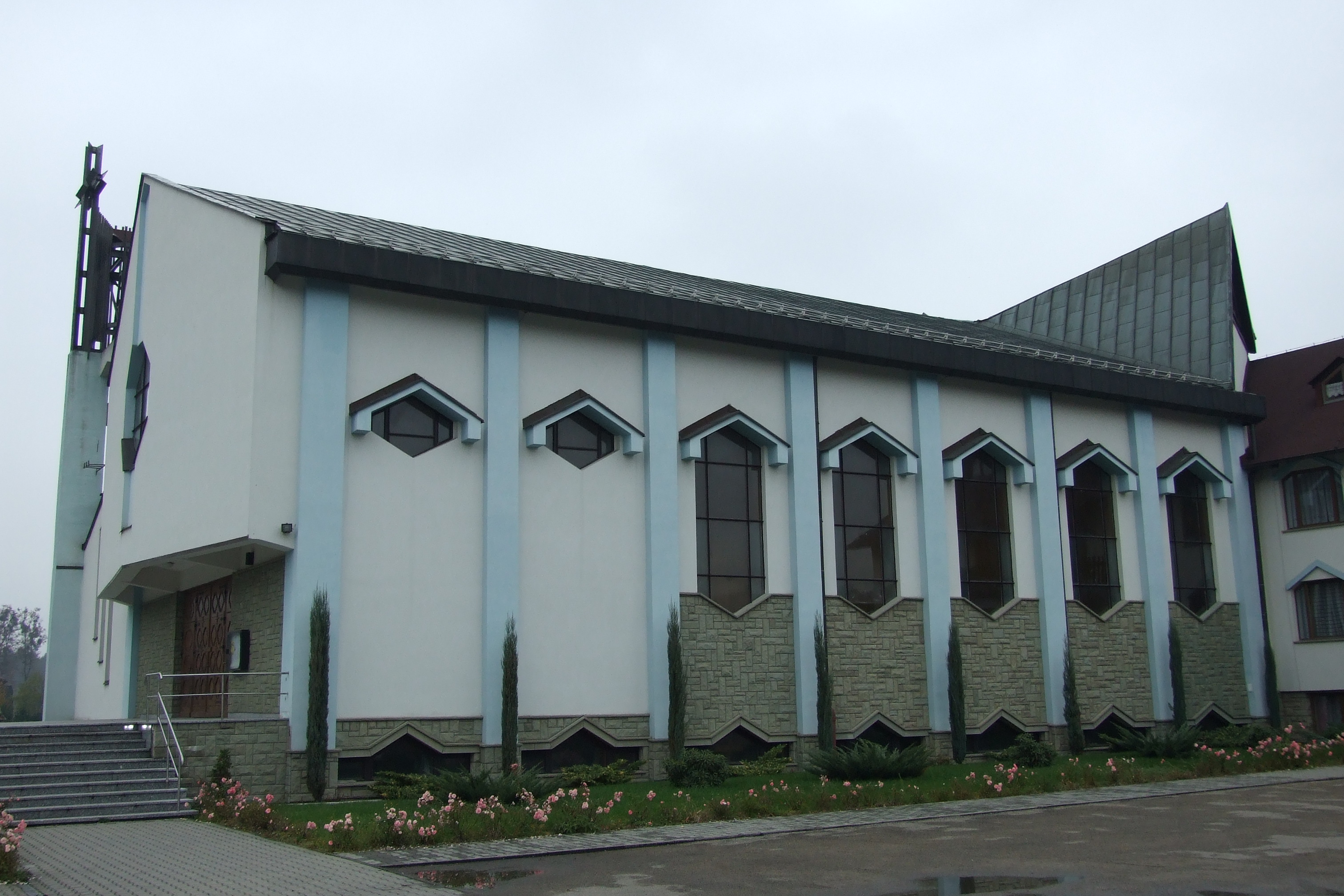
Kościół św. Jana Sarkandra w Górkach Wielkich

Górki Wielkie – dawna gmina wiejska istniejąca w latach 1945–(1947 i 1948)-1954 w województwie śląskim (śląsko-dąbrowskim), katowickim i stalinogrodzkim. Siedzibą władz gminy były Górki Wielkie.
Jako gmina jednostkowa gmina Górki Wielkie należała od 28 lipca 1920 roku gmina do woj. śląskiego. Początkowo była częścią powiatu bielskiego, w październiku 1921 roku została włączona do powiatu cieszyńskiego.
1 grudnia 1945 roku została przekształcona w gminę zbiorową, obejmującą poza siedzibą dotychczasową gminę Górki Małe. Gmina nie występuje w wykazie podającym stan z grudnia 1947 roku, lecz jest wymieniona w wykazie podającym stan z 15 maja 1948 roku; nie wiadomo przez to czy gmina została tymczasowo zniesiona, czy być może zaistniała pomyłka w druku.
6 lipca 1950 zmieniono nazwę woj. śląskiego na katowickie, a 9 marca 1953 kolejno na woj. stalinogrodzkie. Według stanu z 1 lipca 1952 roku gmina składała się w dalszym ciągu z 2 gromad.
Zniesiona została 29 września 1954 roku wraz z reformą znoszącą gminy.
Jednostki nie przywrócono 1 stycznia 1973 wraz z kolejną reformą reaktywującą gminy, a wsie wchodzące w skład dawnej gminy Górki Wielkie należą do gminy Brenna.